# Cinacanthus hottentotus
Cinacanthus hottentotus är en skalbaggsart som beskrevs av Rudolph Petrovitz 1964. Cinacanthus hottentotus ingår i släktet Cinacanthus och familjen Aphodiidae. Inga underarter finns listade i Catalogue of Life.